# Bóbov Dol
Bóbov Dol (en búlgaro: Бобов дол) es una pequeña ciudad de Bulgaria occidental, en la provincia de Kiustendil. Está situada cerca del centro geográfico de la península balcánica. Es famosa por sus yacimientos de carbón, la cercana central termoeléctrica que lleva el nombre de la ciudad y el centro penitenciario.

## Geografía
- Latitud: 42°22′ N
- Longitud: 23°1′ E
- Altitud sobre el nivel del mar: 694 m
- Población: 6.969 habitantes (2004)

## Historia
El nombre de la actual ciudad se menciona por primera vez en 1576 en documentos fiscales del Imperio otomano que entonces dominaba la región. En los años treinta del siglo XIX el geólogo francés Ami Boué explora los yacimientos carboníferos, pero la explotación industrial de estos yacimientos empieza en 1891, tras la restauración del Estado búlgaro. 
En 1917 se construye una línea de ferrocarril hasta la cercana ciudad de Dúpnitsa. Tras la instauración del régimen comunista en el país (1944), en Bóbov Dol se crea un campo de trabajos forzados por el que pasan muchos presos políticos, el más famoso de los cuales es el escritor Dimitar Talev. 
A mediados del siglo XX empieza el auge económico y demográfico de la ciudad que llega a su apogeo en los años 70 y 80. En el período entre 1973 y 1975, a diez kilómetros al sur, se construye la central termoeléctrica "Bóbov Dol". Tras la caída del régimen comunista en 1989 y el caos económico en el país empieza la paulatina decadencia de la industria minera, por lo cual gran parte de la población activa emigra hacia otras ciudades del país y al extranjero.